# ニコライ・シャクラ

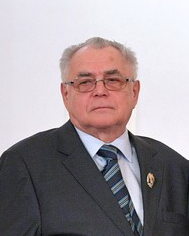
ニコライ・シャクラ

ニコライ・シャクラ（Nikolai Ivanovich Shakura, Николай Иванович Шакура、1945年10月7日 - ）は、ベラルーシ生まれの宇宙物理学者である。モスクワ大学附属シュテルンベルク天文研究所の宇宙物理学部門のリーダーである。
X線連星系（X線二重星）を研究し、1973年ラシード・スニャーエフとともに降着円盤の標準モデルを提案したことで有名である。